# Henri d'Harcourt

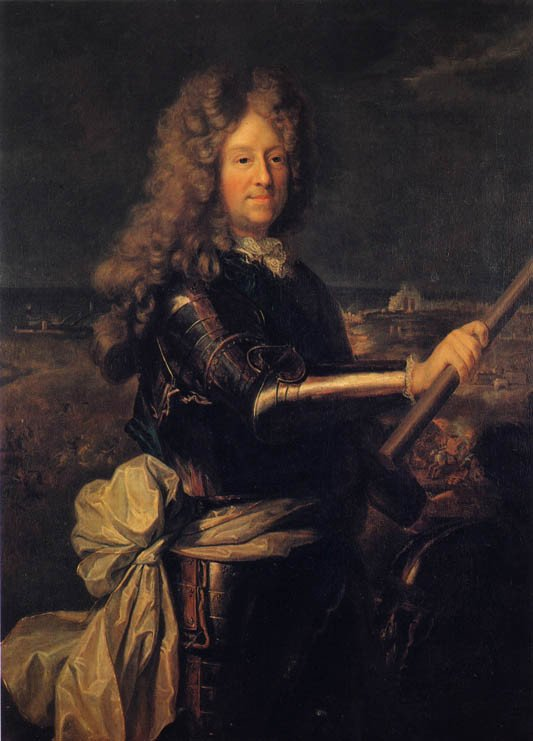

Henri d'Harcourt, född 1654, död 1718, var en fransk diplomat.
Harcourt började sitt offentliga liv som krigare, utnämndes 1697 till fransk ambassadör i Madrid och bevakade där med överlägsen skicklighet Frankrikes intressen. Framför allt förberedde han genom sin slughet och smidighet spanska kronans övergång till bourbonska släkten. Ludvig XIV upphöjde honom 1700 till hertig, 1703 till marskalk och 1709 till pär av Frankrike.